# Маганов Равіль Ульфатович
Равіль Ульфатович Маганов (тат. Равил Өлфәт улы Мәганов ; 25 вересня 1954, Альметьєвськ, Альметіївський район, Татарська АРСР, РРФСР, СРСР — 1 вересня 2022, Москва, Російська Федерація) — радянський і російський нафтовик, топ-менеджер, перший виконавчий віце-президент (2006—2022) та голова ради директорів компанії «Лукойл» (2020—2022).

## Біографія

### Молоді роки
Равіль Ульфатович Маганов народився 25 вересня 1954 року в Альметьєвську Татарської АРСР . Батько — Ульфат Маганович (1928—2018), нафтовик. Мати — Роза Фатийхівна, вчитель. Молодший брат — Наїль (нар. 1958), нафтовик.
Закінчив школу із золотою медаллю, під час навчання захоплювався фізикою. У 1977 році закінчив Московський інститут нафтохімічної та газової промисловості імені І. М. Губкіна з кваліфікацією гірничого інженера за спеціальністю «Технологія та комплексна механізація розробки нафтових та газових родовищ»  . Після отримання освіти пішов на роботу в нафтогазовидобувну галузь , ставши в 21 рік помічником бурильника по капремонту свердловин у нафтогазовидобувному управлінні «Бавлинефть».
Надалі працював оператором і майстром з видобутку нафти і газу (1977—1979), старшим інженером районної інженерно-технологічної служби № 3 (1979—1981), дослужившись до начальника нафтопромислу № 2 (1981—1982), начальника цеху капітального та підземного ремонту свердловин (1982—1984) управління «Сулєєвнафта» виробничого об'єднання " Татнафта " Міністерства нафтової промисловості СРСР в рідному Альметьєвську  . У 1984—1985 роках був головним інженером і заступником начальника НДВУ «Ямашнефть», а в 1985—1988 роках обіймав посаду начальника НГВУ «Ур'євнафта»  .

### На керівних постах
Після утворення нового виробничого об'єднання при головному виробничому управлінні «Главтюменнафтогаз» у Тюмені, обійняв посаду головного інженера та заступника генерального директора «Лангепаснафтогаз» (1988—1991) в Лангепасі Тюменської області, а в 1991—1993 роках  . Під керівництвом Маганова завдяки застосуванню нових технологій на підприємстві було досягнуто високих показників видобутку нафти, велике значення приділялося питанням техніки безпеки праці, життю та здоров'ю працівників, будівництву соціальних об'єктів, боротьбі за чистоту екології та рекультивації місцевості  . У той же період обирався депутатом Лангепаської міської Ради народних депутатів (1987—1993) та Ханти-Мансійської окружної Ради народних депутатів (1989—1993) . Разом з В. Ю. Алекперовим у 1991 році став одним із засновників нафтового концерну «Лангепас-Урай-Когалимнафта», на базі якого в 1993 році була утворена компанія " ЛУКойл " . За деякими даними, саме Маганов придумав це найменування, за першими буквами назв нафтовидобувних міст — Лангепас, Урай, Когалим та англійського слова oil — нафта, за що отримав від Алекперова премію в розмірі 300 рублів.
У 1993 році обіймав посаду генерального директора акціонерного товариства «ЛУКойл — Лангепас-Урай-Когалимнафта», у 1993—1994 роках був віце-президентом, а з 1994 року — першим-віце-президентом ВАТ «ЛУКойл»   . У 2006 році обійняв посаду першого виконавчого віце-президента ПАТ «ЛУКойл» з розвідки та видобутку, а в 2020 році став головою ради директорів компанії, змінивши раніше померлого В. І. Грайфера. У 2022 році став одним із власників бурової компанії «Євразія» та співзасновником ТОВ «Бурова компанія „Розвиток“» разом із ТОВ «Холдинг стратегічного розвитку», засновником якого є «Другий сімейний фонд» компанії «Бізнес та інвестиції» під управлінням Л. В. Алекперової. У тому ж році після початку вторгнення Росії на територію України рада директорів «ЛУКойл» випустила антивоєнну заяву, висловивши «свою занепокоєність з приводу трагічних подій, що продовжуються в Україні, і глибоке співчуття всім, кого торкнулася ця трагедія», тоді як Алекперов пішов з усіх постів в компанії, через накладені на нього санкції, з чим у пресі пов'язували також зміну власників фірми «Розвиток».
Маганов був автором низки праць з нафтовидобутку, мав кілька авторських свідоцтв на винаходи. Брав участь у розробці методів та способів збільшення нафтовіддачі пластів, антикорозійного захисту нафто- та водопроводів, виготовлення зварних сталевих труб та трубопроводів, підвищення ефективності ремонтних робіт. Вів активну благодійну діяльність і допомагав Російському державному університету нафти і газу імені І. М. Губкіна, підтримував молодих університетських викладачів, починаючи з 2000 року був членом опікунської ради Фонду випускників-губкінців, а також був заступником голови Центрального правління Науково-технічного товариства нафти газовиків імені академіка І. М. Губкіна (1990—2010) . Підтримував зв'язки з Татарстаном, завдяки Маганову «ЛУКойл» був задіяний у реконструкції об'єктів історичної спадщини в Болгарі та Свиязьку, будівництві Болгарської ісламської академії та відновленні собору Казанської ікони Божої Матері.

### Смерть та похорон
1 вересня 2022 Маганов був знайдений мертвим під вікнами Центральної клінічної лікарні на вулиці Маршала Тимошенко в Москві. Раніше він потрапив до лікарні з «тяжким серцево-судинним захворюванням», за деякими даними — із серцевим нападом. Маганов випав із шостого поверху, на тілі були виявлені характерні для падіння травми, передсмертної записки при ньому не знайшли.

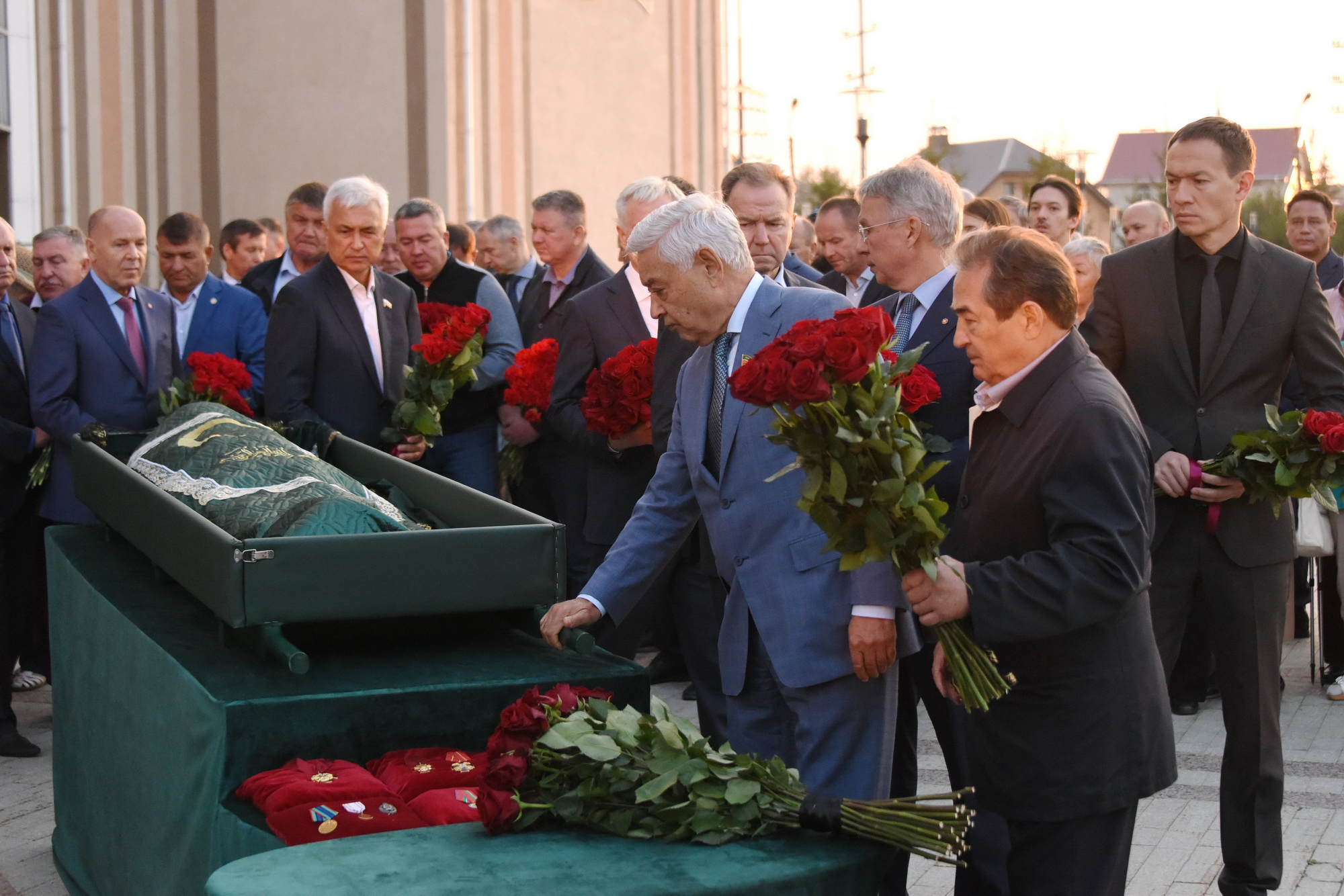
Церемонія прощання з Магановим

У пресі були висловлені цілком протилежні версії того, що сталося, аж до конспірологічних теорій. Так, джерела агентства " ТАСС " у правоохоронних органах повідомили, що Маганов приймав антидепресанти і наклав на себе руки. За іншими даними, він міг випадково випасти з балкона лікарні під час куріння. У компанії «ЛУКойл» заявили, що Маганов помер «після важкої хвороби». При цьому за останні шість місяців з початку війни за нез'ясованих обставин загинула ціла низка високопоставлених керівників енергетики Росії, Маганов став шостою людиною в цьому списку.
Свої співчуття з приводу смерті Маганова висловили президент Республіки Татарстан Рустам Мініханов, колективи компаній «Татнафта», «Лукойл». 2 вересня з Магановим попрощалися до ЦКЛ, після чого його тіло було відправлено на батьківщину. У той же день церемонія прощання з Магановим пройшла на площі перед Палацом культури «Іске Әлмәт» в Альметьєвську, після чого його поховали на місцевому мусульманському цвинтарі.

## Нагороди
Ордени, медалі

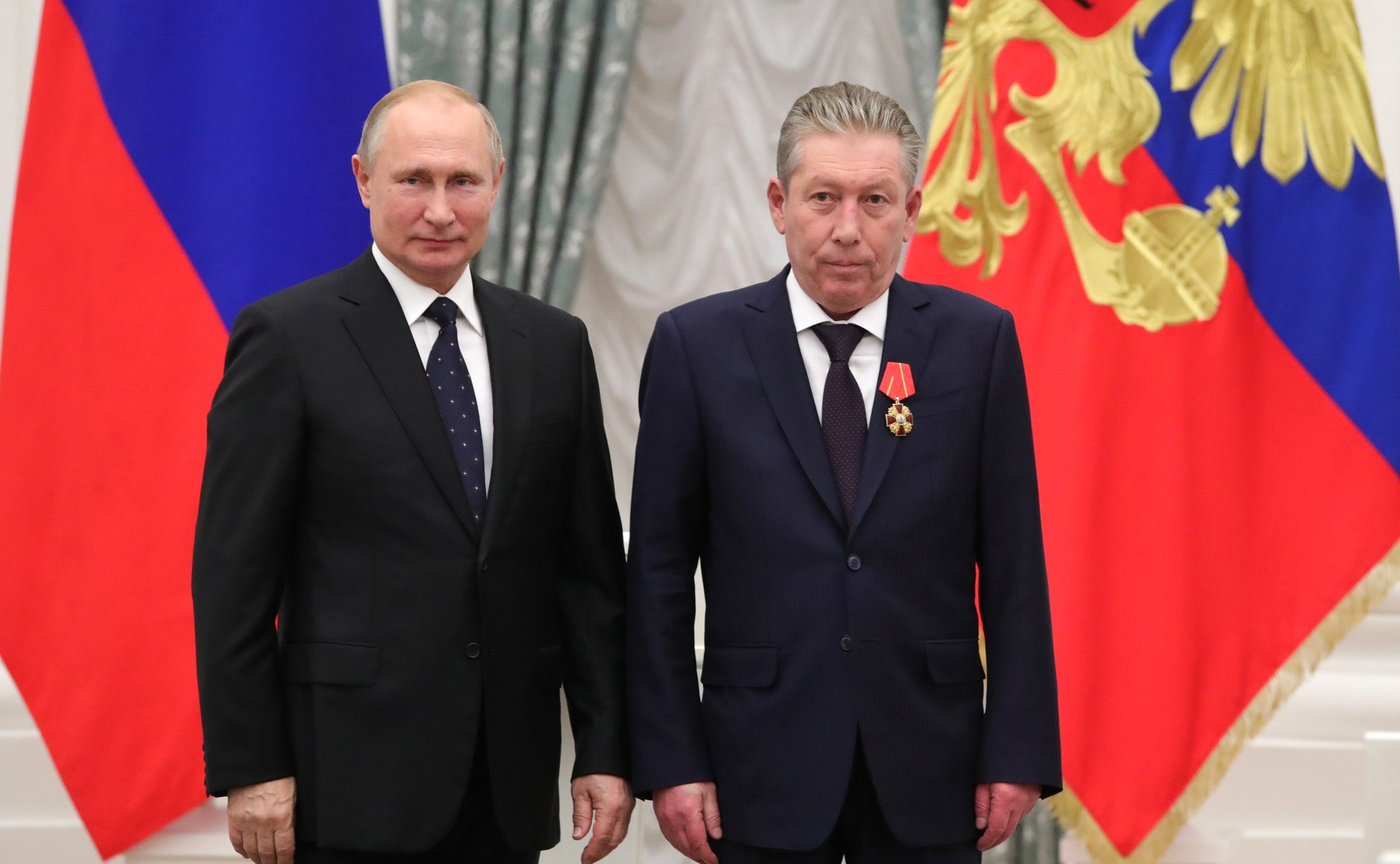
На врученні ордена з В. В. Путіним, 2019 рік

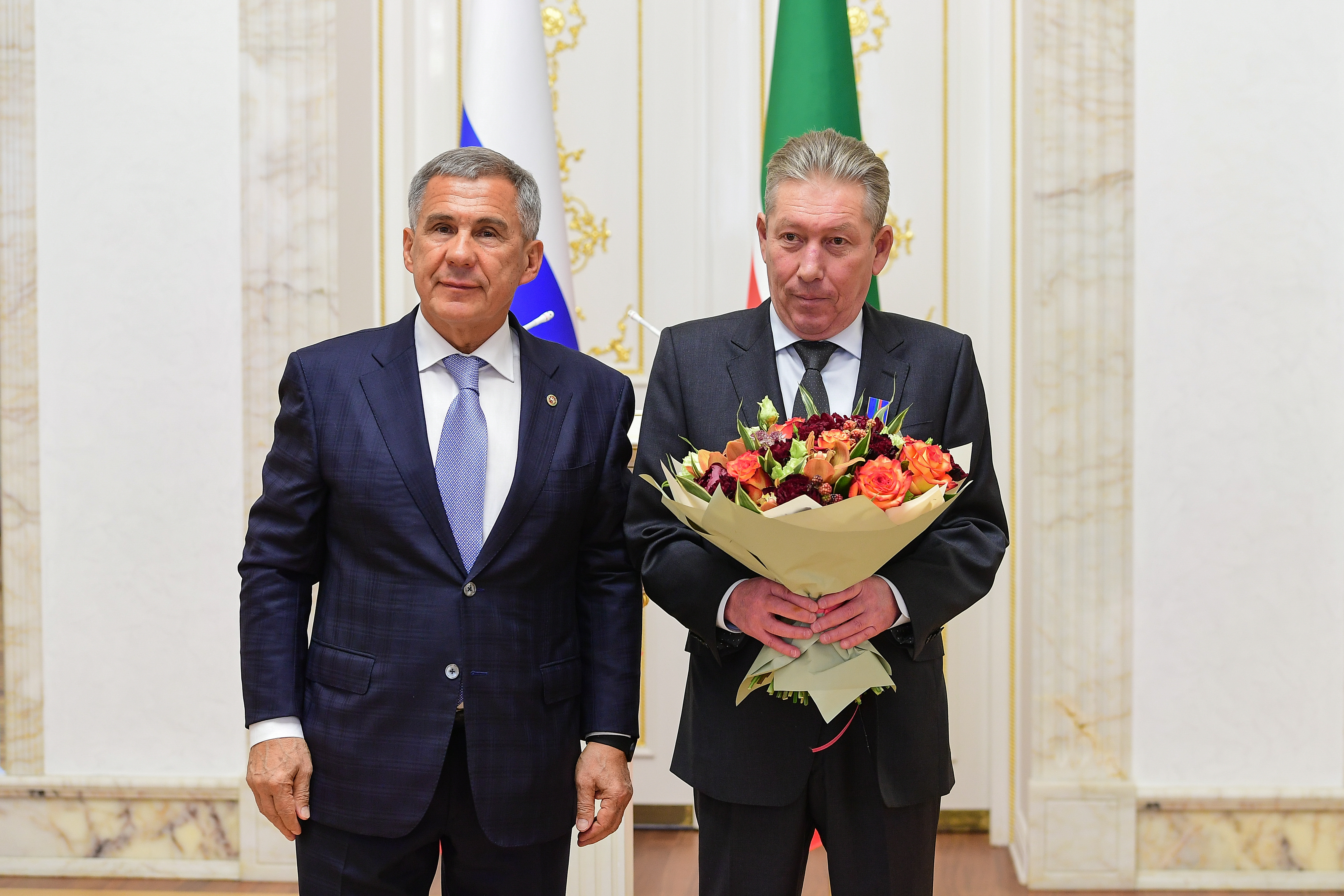
На врученні ордену з Р. М. Мінніхановим, 2019 рік

- Орден «За заслуги перед Батьківщиною» ІІІ ступеня (2014 рік) — за великий внесок у розвиток паливно-енергетичного комплексу та багаторічну сумлінну працю[48].
- Орден «За заслуги перед Батьківщиною» IV ступеня (2009 рік) — за досягнуті трудові успіхи та багаторічну сумлінну роботу[49].
- Орден Олександра Невського (2019 рік) — за досягнуті трудові успіхи, активну громадську діяльність та багаторічну сумлінну роботу[50].
- Орден Пошани (2004 рік) — за досягнуті трудові успіхи та багаторічну сумлінну роботу[51].
- Орден «Знак Пошани» (1989) [3][18].
- Медалі[52], зокрема «На згадку про 850-річчя Москви» (1997 рік)[18].
- Орден «Дуслик» (Татарстан, 2019 рік) — за багаторічну плідну роботу та значний особистий внесок у розвиток нафтогазової промисловості республіки[53].
- Медаль «100 років утворення Татарської Автономної Радянської Соціалістичної Республіки» (2021 рік) — за суттєвий внесок у зміцнення соціально-економічного потенціалу Республіки Татарстан, міжнаціонального та міжконфесійного миру та злагоди, збереження та примноження культурно-духовної спадщини, високі досягнення у професійній та громадській діяльності[54].

Премії
- Премія Уряду Російської Федерації в галузі науки і техніки (2006 рік) — за розробку та промислове впровадження раціональних комплексів геолого-геофізичних досліджень та екоефективних технологій будівництва морських свердловин, що забезпечили відкриття нової великої нафтогазоносної субпровінції в російському секторі Каспійського моря та прискорену підготовку[55].
- Премія Уряду Російської Федерації в галузі науки і техніки (2000 рік) — за розробку та реалізацію системи управління екологічними та промисловими ризиками та організацію раціонального природокористування в акціонерному товаристві «Нафтова компанія „ЛУКОЙЛ“»[56].
- Премія Уряду Російської Федерації в галузі науки і техніки (1998 рік) — за розробку та промислове впровадження нових технологій, методів розвідки, буріння свердловин та видобутку нафти, технічних засобів та матеріалів, що забезпечують високоефективне освоєння та прискорене введення в експлуатацію великих нафтових родовищ (на прикладі Волгоградської області)[57].
- Премія імені І. М. Губкіна (1989) [3] [11].

Звання, грамоти
- Почесне звання "Заслужений працівник нафтової та газової промисловості Російської Федерації " (1996 рік) — за великий внесок у розвиток нафтогазової промисловості та багаторічну сумлінну працю[58].
- Почесна грамота Президента Російської Федерації (2016 рік) — за заслуги у розвитку паливно-енергетичного комплексу та багаторічну сумлінну працю[59].
- Звання "Почесний громадянин Лангепаса " (2000 рік) — за багаторічну плідну працю, значний внесок у розвиток містоутворюючого підприємства та соціальної інфраструктури муніципального утворення місто окружного значення Лангепас в ознаменування його 15-річчя та 70-річчя утворення Ханти-Мансійського [60].

## Особисте життя
Дружина — Олена, розлучилися в 2009 році, у зв'язку з чим увагу преси привернув поділ спільного майна, у тому числі акцій «ЛУКойл». Двоє дітей — син і дочка  . За деякими даними, станом на 2010 статок Маганова оцінювалося в 230 мільйонів доларів США. Проживав у Москві на 1-му Спасоналівківському провулку, мав кілька квартир на Ленінському та Університетському проспектах, триповерховий особняк у Жуківці та ділянку у Таганьковому.